# Gleby cynamonowe
Gleby cynamonowe – gleby powstające w strefie klimatu ciepłego na podłożu skał wapiennych. Przeważnie mianem gleb cynamonowych określa się gleby brązowe oraz gleby szarobrązowe.
Należą do gleb urodzajnych, o dużej przydatności rolniczej nadające się do uprawy m.in. drzew cytrusowych, winorośli oraz drzew oliwnych. Spotykane są w klimacie podzwrotnikowym w północnej i zachodniej strefie śródziemnomorskiej Europy, na chińskiej Wyżynie Lessowej, w południowej i środkowej części Republiki Południowej Afryki, południowej Australii, na południu Wielkich Równin i na zachodzie Niziny Zatokowej, a także są pospolite w północnym Meksyku i w zachodniej strefie  argentyńskiej Pampy.